# یک میلیون سال قبل از میلاد
یک میلیون سال قبل از میلاد (انگلیسی: One Million Years B.C.) فیلمی در ژانر فانتزی و ماجراجویی به کارگردانی دان چفی و ری هری‌هاوزن است که در سال ۱۹۶۶ منتشر شد. از بازیگران آن می‌توان به راکل ولچ، جان ریچاردسن، پرسی هربرت، رابرت براون و مارتین بسویک اشاره کرد.
داستان این فیلم در دنیای تخیلی انسان‌های غارنشین و دایناسورها می‌گذرد. فیلمبرداری این اثر در زمستان در جزایر قناری در اواخر ۱۹۶۵ انجام شد.
از لباس راکل ولش در این فیلم (موسوم به بیکینی خز راکل ولش) با عنوان «مد شاخص دههٔ ۱۹۶۰» یاد شده‌است.